# 领克03
領克03（Lynk & Co 03）是由吉利汽车子公司领克生产的紧凑型轿车，于2018年10月上市销售。

## 概述
領克03于2018年10月上市，其机械设计与领克02相似，二者皆基于吉利-沃尔沃的紧凑型模块化架构平台（CMA）。
領克03于2018年9月在中国成都车展期间首次亮相.。其提供的发动机选项包括156马力的1.5升涡轮增压发动机、180马力的1.5升涡轮增压发动机和190马力的2.0升涡轮增压发动机，变速箱有6速手动变速箱和7速双离合器变速箱。它在中国的售价为116,800至151,800人民币。
2019年6月，该车型的性能版領克03+上市。

## 汽车运动
領克03的赛道版本被称为领克03 TCR，它首次参加了2019年的WTCR，该车由吉利-沃尔沃车队Cyan Racing根据TCR规则制造。Thed Björk、Yann Ehrlacher、Yvan Muller和Andy Priaulx计划用03 TCR参赛。

## 流行文化
微软赛车游戏《极限竞速 地平线5》中收录領克03+。

## 來源
1. ↑  . 專汽之都. 2020-07-20  [2022-12-27]. （原始内容存档于2022-12-27）.
2. ↑  Edward Niedermeyer. . The Drive. 28 February 2019  [2020-03-30]. （原始内容存档于2020-11-07） （英语）.
3. ↑  .   [2022-09-30]. （原始内容存档于2022-07-04）.
4. ↑  Jack Cozens. . 18 September 2018  [2019-01-15]. （原始内容存档于2022-12-15） （英语）.
5. 1 2  .   [2022-09-30]. （原始内容存档于2022-12-15）.
6. ↑  .   [2022-09-30]. （原始内容存档于2022-11-26）.
7. ↑  .   [2022-09-30]. （原始内容存档于2022-09-30） （中文）.
8. ↑  Andrei Nedelea. . www.topspeed.com. 23 October 2018  [2019-01-15] （英语）.
9. ↑  . carnewschina.com. September 14, 2022  [2022-09-30]. （原始内容存档于2022-10-05） （英语）.